# گوش‌خراش بال‌بلوطی
گوش‌خراش بال‌بلوطی (نام علمی: Ortalis garrula) گونه‌ای از پرندگان از تیرهٔ گوش‌خراشان (Cracidae) شامل گوش‌خراش‌ها، گوان‌ها و کاکل‌فری‌ها و بومی کلمبیا است.